# Low Spirit
Low Spirit Recordings war ein Berliner Plattenlabel im Bereich der elektronischen Tanzmusik.

## Geschichte
Die Low Spirit Recordings GmbH wurde 1985 von Maximilian Lenz (WestBam), Klaus Jankuhn und William Röttger gegründet.  Fabian Lenz (DJ Dick) und Sandra Molzahn kamen in späteren Jahren hinzu.  
Die erste Veröffentlichung von Low Spirit war WestBams 17 – This Is Not a Boris Becker Song, der Platz eins der Berliner Dance-Charts erreichte. Der erste Charterfolg wurde 1989 mit Westbams Stück ... and Party erreicht. Einige der Veröffentlichungen von Low Spirit zählen zu den kommerziell erfolgreichsten aus dem Techno-Umfeld. So war Sonic Empire von den Members of Mayday Nummer eins der deutschen Singlecharts, und Marushas Coverversion von Somewhere Over the Rainbow platzierte sich als sechsmeistverkaufte Single des Jahres 1994. WestBam äußerte rückblickend über diesen Charterfolg: „Das hatte Techno bisher nicht geleistet, es hat die Gesellschaft gespalten, polarisiert und aufgeregt.“ (Westbam) Laut der Fachzeitschrift Raveline hat das Label mit Veröffentlichungen wie Celebration Generation, Somewhere Over the Rainbow oder Sonic Empire „deutsche Techno-Geschichte“ (Raveline) geschrieben.
Mit der fortschreitenden Popularität elektronischer Musik entstanden mehrere Sublabels mit einem spezialisierten Schwerpunkt des jeweiligen veröffentlichten Sounds. Hierzu gehörten die Label White Label Records (1991), B.U.G. (1991), Amtrax (1995) und Loud & Slow (1997). Einen hohen Bekanntheitsgrad erreichte dabei vor allem das Rave-Label Fire Records, auf dem unter anderem Ravers Nature und Hardsequencer veröffentlichten und mehrere Charterfolge erzielen konnten.
Low Spirit war mit dem Love-Parade-Veranstalter Loveparade GmbH verbunden und war Eigentümer der Techno-Veranstaltung Mayday. Beides wurde in den letzten Jahren jedoch verkauft. Im August 2006 erschien mit Below Bohemia von Beat Bandit die letzte Veröffentlichung auf Low Spirit, danach wurde der aktive Label-Betrieb eingestellt. 2007 wurde der Vertrieb sämtlicher Platten von Low Spirit von Kontor Records übernommen.

## Künstler (Auswahl)
- DJ Dick
- Genlog
- Hardy Hard (ehemals Hardsequencer)
- Lexy & K-Paul
- L.U.P.O.
- Marc de Clarq
- Mark ’Oh
- Marusha
- Members of Mayday
- Mr. X & Mr. Y
- Die Raketen
- Raver’s Nature
- RMB
- WestBam